# アッティカス・ロス
アッティカス・ロス（Atticus Matthew Cowper Ross, 1968年1月16日 - ）は、イングランドの音楽家、作曲家、音楽プロデューサーである。
ナイン・インチ・ネイルズ、コーンなど、様々なアーティストと活動している。

## 参加作品
- タッチング・イーブル〜闇を追う捜査官〜 Touching Evil （2004年）
- ザ・ウォーカー The Book of Eli （2010年）
- ソーシャル・ネットワーク The Social Network  （2010年） トレント・レズナーと共同
- ドラゴン・タトゥーの女 The Girl with the Dragon Tattoo （2011年） トレント・レズナーと共同
- 47RONIN 47 Ronin （2013年）
- ブロークンシティ Broken City （2013年） クローディア・サーン、レオポルド・ロスと共同
- ゴーン・ガール Gone Girl （2014年） トレント・レズナーと共同
- ブラックハット Blackhat （2015年） レオポルド・ロスと共同
- フィアー・ザ・ウォーキング・デッド Fear the Walking Dead （2015年）
- パトリオット・デイ Patriots Day （2016年） トレント・レズナーと共同
- Death Note/デスノート Death Note （2017年） レオポルド・ロスと共同
- すばらしき映画音楽たち（2017年、ドキュメンタリー映画） - 出演
- Mid90s ミッドナインティーズ Mid90s (2018年) トレント・レズナーと共同
- バード・ボックス Bird Box （2018年） トレント・レズナーと共同
- WAVES/ウェイブス Waves (2019年) トレント・レズナーと共同
- アースクエイクバード Earthquake Bird（2019年） レオポルド・ロスと共同
- 別世界からのメッセージ Dispatches from Elsewhere (2020年) レオポロド・ロスと共同
- Mank/マンク Mank （2020年）トレント・レズナーと共同
- ソウルフル・ワールド Soul（2020年）トレント・レズナーと共同
- エンパイア・オブ・ライト Empire of Light（2022年）トレント・レズナーと共同
- ボーンズ アンド オール Bones and All（2022年）トレント・レズナーと共同
- チャレンジャーズ Challengers（2024年）トレント・レズナーと共同
- クィア/QUEER Queer（2024年）トレント・レズナーと共同